# Thai AirAsia

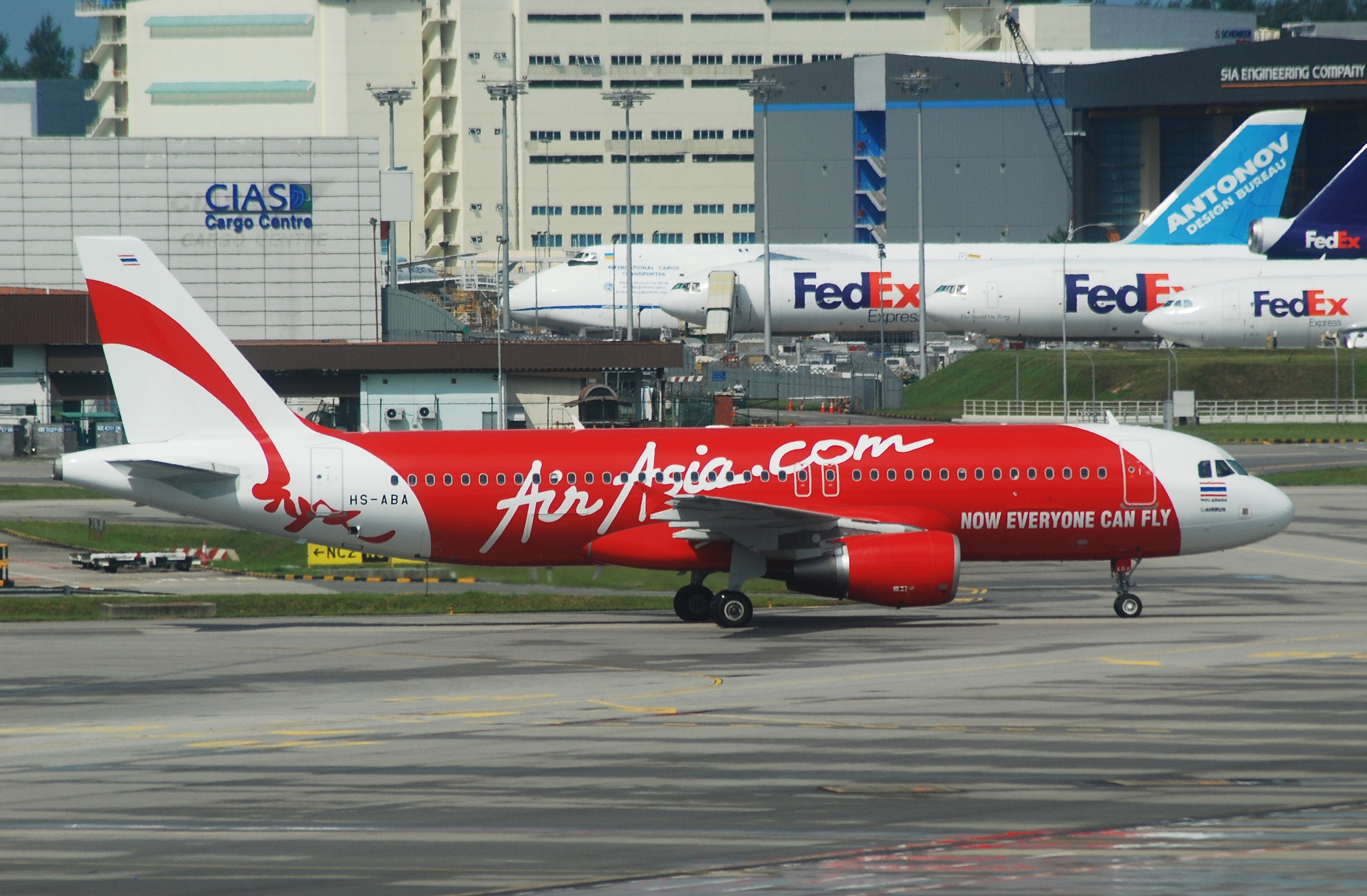
Samolot linii Thai AirAsia

Thai AirAsia – tajska tania linia lotnicza z siedzibą w Bangkoku. Należy do największej taniej linii lotniczej w Azji, malezyjskiej AirAsia.

## Flota
Według stanu na maj 2025 flota Thai AirAsia składała się z 62 samolotów o średnim wieku 10,5 lat:
| Samolot        | Samolot | Samolot   | Liczba miejsc | Liczba miejsc | Uwagi |
| Model          | Aktywne | Zamówione | E             | Łącznie       | Uwagi |
| -------------- | ------- | --------- | ------------- | ------------- | ----- |
| Airbus 320-200 | 44      | 1         | 180           | 180           |       |
| Airbus 320-200 | 44      | 1         | 186           | 186           |       |
| Airbus 320neo  | 11      | -         | 186           | 186           |       |
| Airbus 321neo  | 7       | -         | 236           | 236           |       |
| Łącznie        | 62      | 1         |               |               |       |